# Sclerodomus gracilis
Sclerodomus gracilis är en mossdjursart som beskrevs av Gordon 1988. Sclerodomus gracilis ingår i släktet Sclerodomus och familjen Sclerodomidae. Inga underarter finns listade i Catalogue of Life.